# 刘谢栋
刘谢栋（1980年5月11日—），是一名中国足球运动员，身材高大，司职中后卫或后腰，目前效力于乙级联赛宁波华奥。
刘谢栋2001年就进入了上海申花一线队，但是始终无法获得真正的出场机会，次年新入队的杜威完全占据主力位置后更加失去在申花发展的机会，2004年开始就被排除出了一线队名单。但是连年挂牌的刘谢栋始终无人问津或者转会失败。2008年，他终于加盟宁波华奥，征战乙级联赛。